# Володьки (Мядельський район)
Володьки (біл. вёска Валодзькі) — село в складі Мядельського району Мінської області, Білорусь. Село підпорядковане Свірській селищній раді, розташоване в північній частині області.